# Stigmella egonokii
Stigmella egonokii là một loài bướm đêm thuộc họ Nepticulidae. Nó là loài duy nhất được tìm thấy ở Kyushu in Nhật Bản.
Adult of the first generation are on wing from the end of tháng 4. Second generation larvae appear in cuối tháng 6, the third generation larvae in cuối tháng 9 đến cuối tháng 10. There are two to three generations per year.
Ấu trùng ăn Styrax japonica. Chúng ăn lá nơi chúng làm tổ. 